# Richard Putzier
Richard Putzier (* 25. Februar 1890 in Zarnekow (Pommern); † 17. Juli 1979 in Hamburg) war ein deutscher Offizier, zuletzt General der Flieger der Luftwaffe im Zweiten Weltkrieg.

## Frühe Jahre und Erster Weltkrieg
Putzier trat am 17. März 1911 als Fahnenjunker in das Holsteinische Feldartillerie-Regiment Nr. 24 ein. Dort wurde er am 18. August 1912 zum Leutnant befördert und diente dann als Batterieoffizier.
Am 2. August 1914, zu Beginn des Ersten Weltkriegs, wurde er zum Feldartillerie-Regiment Nr. 9 versetzt, wo er bis Anfang September 1914 ebenfalls als Batterieoffizier eingesetzt war. Anschließend meldete sich Putzier zu den Fliegertruppen, wo er bei der 18. Division zum Beobachter ausgebildet wurde und dann in dieser Funktion bis Mitte September 1915 diente. Vom 17. September bis zum 30. November 1915 war er Beobachter bei der Feldflieger-Abteilung 11 und danach bis Mitte Januar 1917 in der Flieger-Abteilung A 210. Dort erfolgte seine Beförderung zum Oberleutnant. Am 16. Januar 1917 wurde Putzier zum Artillerieflieger-Kommando nach Wahn versetzt. Über die Zwischenstationen Armeeflugpark 4 (11. Juli 1917) und Flieger-Abteilung A 250 (15. Juli 1917) wechselte Putzier zum 19. Juli 1917 in den Stab des Kommandeurs der Flieger bei der 4. Armee. Mitte Februar 1918 wurde er in den Armeeflugpark 4 versetzt, dann am 27. April 1918 zur Flieger-Abteilung 256 (Artillerie), mit deren Führung er betraut wurde.

## Zwischenkriegsjahre
Nach der Demobilisierung seiner Abteilung auf dem Fliegerhorst Paderborn, die von Februar bis Mitte Mai 1919 dauerte, wurde Putzier am 16. April 1919 zum Fliegerhorst Bromberg versetzt, wo er bis zum 18. Juli 1919 stationiert war. Danach war er bis Anfang März 1920 bei der Abwicklungsstelle seines ehemaligen Regiments, dem Feldartillerie-Regiment Nr. 24. Nach seiner Übernahme in die Vorläufige Reichswehr wurde Putzier am 4. März 1920 als Batterieoffizier dem Artillerie-Regiment 9 zugewiesen. Von Oktober 1920 bis Ende März 1934 diente er in gleicher Funktion im 3. Artillerie-Regiment und ab Januar 1921 im 2. Artillerie-Regiment. Während seiner Zugehörigkeit zu diesem Regiment besuchte Putzier vom 20. November 1920 bis Ende September 1922 die Kavallerieschule Hannover und wurde am 1. Juni 1922 zum Hauptmann befördert. Danach diente er im 2. Artillerie-Regiment als Batterieoffizier, ab 1. April 1923 im Stab der III. Abteilung in Itzehoe, ab Frühjahr 1925 bei der Ausbildungs-Batterie in Schwerin und schließlich ab Sommer 1925 als Chef der 6. Batterie in Schwerin.
Am 1. Oktober 1929 wurde Putzier aus der Reichswehr verabschiedet, vermutlich zur Tarnung einer in der Sowjetunion erfolgten geheimen Flugausbildung. Schon 1930 wurde er wieder in der Reichswehr eingestellt, beim Stab der III. Abteilung seines letzten Regiments, dem 2. Artillerie-Regiment, in Itzehoe, dann 1931/32 beim Regimentsstab in Schwerin. Ende 1932 wurde er wieder zum Batteriechef ernannt und am 1. Februar 1933 zum Major befördert.
Am 1. April 1934 trat Putzier zur im Aufbau begriffenen Luftwaffe über, wo er bis Ende des Monats als Offizier zur besonderen Verwendung im Reichsluftfahrtministerium in Berlin geführt wurde. Im Mai 1934 erfolgte seine Versetzung zum Land- und Forstwirtschaftlichen Flugversuchsinstitut in Prenzlau, der Tarnbezeichnung für den dortigen Kampffliegerlehrgang, wo er bis Ende Dezember 1935 blieb. Am 1. Oktober 1934 wurde er zum Oberstleutnant befördert und am 1. Januar 1936 zum Kommandeur der Kampffliegerschule Faßberg ernannt. Aus dieser wurde im April 1936 die I. Gruppe des Kampfgeschwaders 154 „Boelcke“, und Putzier wurde erster Kommodore dieses Geschwaders. Das Geschwader wurde am 1. März 1937 in Kampfgeschwader 157 „Boelcke“ umbenannt, und Putzier blieb dessen Kommodore bis zum 31. Januar 1939. Seine Beförderung zum Oberst erfolgte am 1. Oktober 1937. Am 1. Februar 1939 wurde Putzier bei gleichzeitiger Beförderung zum Generalmajor zum Kommandeur der 3. Flieger-Division in Münster ernannt.

## Zweiter Weltkrieg

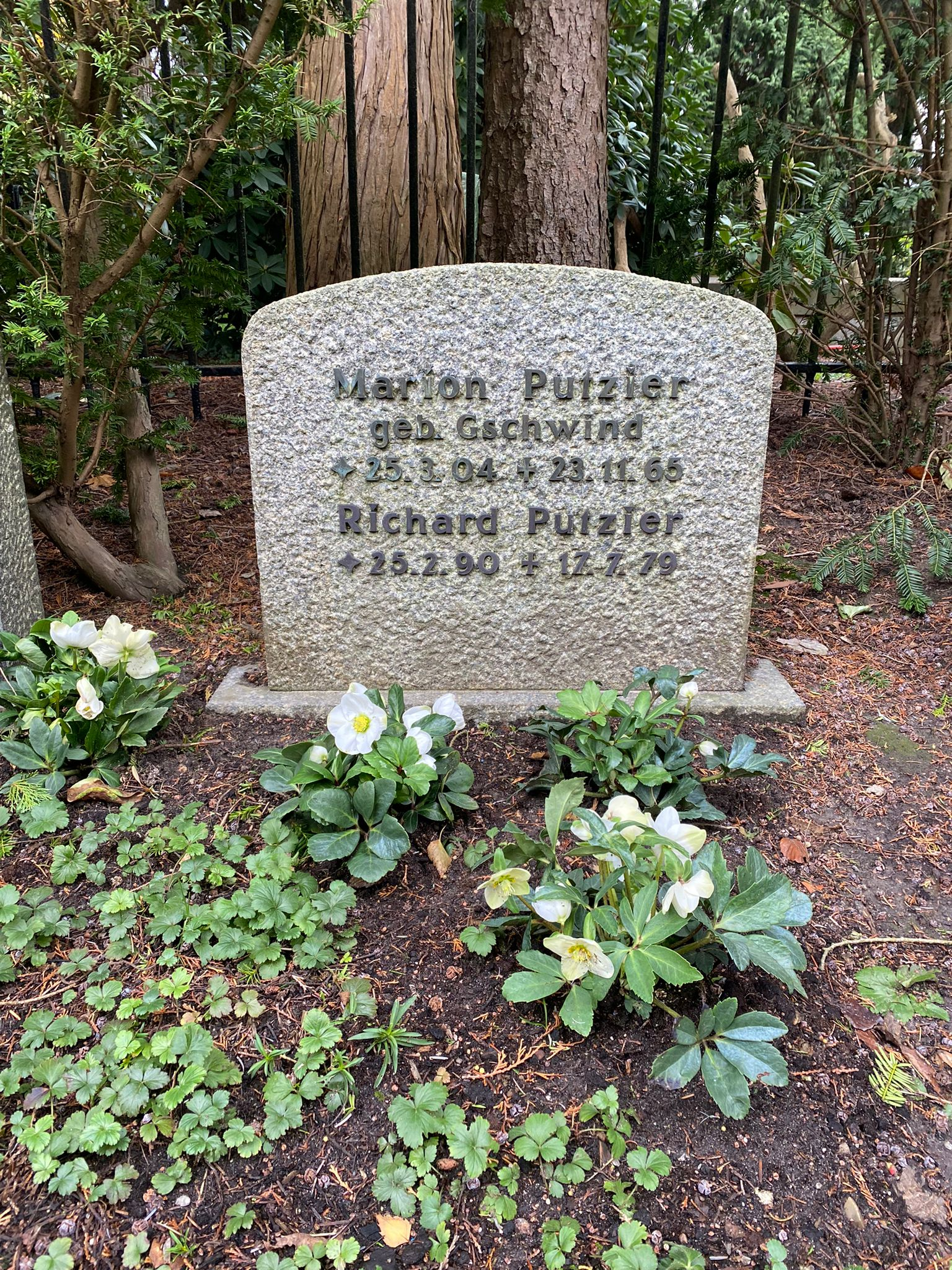
Grabstätte auf dem Nienstedtener Friedhof

Mit der Auflösung seines Stabes wurde er am 27. September 1939 General z. b. V. bei der Luftflotte 4, dann ab 1. Februar 1940 bei der Luftflotte 2. Dort führte er das Fliegerkorps z.b.V. 2. Am 27. Mai 1940 wurde Putzier in Vertretung mit der Führung der 7. Flieger-Division (Fallschirmjäger) beauftragt, deren bisheriger Kommandeur, Generalleutnant Kurt Student, wegen einer Verwundung ausgefallen war. Am 1. Januar 1941 wurde Putzier zum Generalleutnant befördert. Am 21. Januar 1941 gab er die Division an Generalleutnant Wilhelm Süssmann ab und wurde Kommandeur des Luftgau-Kommandos I in Königsberg. In dieser Dienststellung wurde er am 1. Juli 1942 zum General der Flieger befördert. Vom 5. bis 15. August 1943 befand er sich kurzzeitig in der Führerreserve beim Stab der Luftflotte 1, bevor er am 16. August 1943 zum Kommandierenden General des Feldluftgau-Kommandos XXVI in Riga ernannt wurde, eine Stellung, die er bis zum 31. August 1944 innehatte. Am 20. März 1944 wurde ihm das Deutsche Kreuz in Silber verliehen. Nach seiner Rückkehr nach Berlin wurde Putzier am 4. September 1944 zum Kommandeur des Verbindungsstabes West des Oberkommandos der Luftwaffe ernannt. Am 1. November 1944 wurde er erneut in die Führerreserve versetzt, dann am 28. Februar 1945 dem Heer zur Verfügung gestellt. Seine letzte Dienststelle, von 1. März 1945 bis Kriegsende, war „Bevollmächtigter des Führers für Kfz-Einsatz und Erfassung“ beim Wehrmachtkraftfahrwesen im Oberkommando der Wehrmacht.
Am 15. Juli 1945 kam Putzier in westalliierte Kriegsgefangenschaft, aus der er am 14. Mai 1947 wieder entlassen wurde.
Richard Putzier verstarb 89-jährig in Hamburg und wurde in der Familiengrabstätte auf dem Nienstedtener Friedhof beigesetzt.